# Marian Bartolewski
Marian Bartolewski (ur. 11 czerwca 1914 w Częstochowie, zm. 31 marca 1970) – polski działacz sportowy, trener, nauczyciel.

## Życiorys
Ukończył Szkołę Handlową w Częstochowie. Przed II wojną światową czynnie uprawiał sport, był zawodnikiem Częstochowianki. W trakcie wojny należał do Armii Krajowej. We wrześniu 1939 roku został ranny. W marcu 1945 roku podjął pracę w Państwowym Gimnazjum i Liceum Koedukacyjnym w Zawierciu. W 1953 roku rozpoczął trenowanie sekcji kolarskiej Włókniarza Zawiercie. W 1958 roku został współzałożycielem Międzyszkolnego Klubu Sportowego, powstałego na bazie uczniowskich drużyn I Liceum Ogólnokształcącego. W latach 1964–1965 pod jego wodzą MKS zdobył mistrzostwo Polski szkół ponadpodstawowych w siatkówce.
Posiadał uprawnienia trenera piłki siatkowej I klasy i piłki nożnej II klasy. Trenował ponadto juniorów Warty Zawiercie. W 1953 roku został pierwszym prezesem oddziału PTTK w Zawierciu, którą to funkcję pełnił do 1959 roku. Był ponadto członkiem Zagłębiowskiego Okręgu Piłki Nożnej ds. Młodzieży, prezydium MKKF w Zawierciu oraz PZPN okręgu Zawiercie.
Zginął w wypadku samochodowym w 1970 roku, kiedy to wracając z Czechosłowacji Fordem Taunusem wraz z delegacją zawierciańskich działaczy zderzył się ze Starem. Został pochowany na cmentarzu rzymskokatolickim w Zawierciu. Jest patronem hali OSiR I w Zawierciu.

## Życie prywatne
Był żonaty z Ireną, z którą miał syna Andrzeja.

## Odznaczenia
- Srebrny Krzyż Zasługi
- Odznaka 20-lecia Polski Ludowej
- złota odznaka Polskiego Związku Piłki Siatkowej
- srebrna odznaka „Zasłużony w Rozwoju Województwa Katowickiego”
- odznaka „20 lat Wojewódzkiego Komitetu Kultury Fizycznej”